# 王以太
王以太（1995年6月8日—），又名王闪火，出生于四川省成都市，中華人民共和國饶舌歌手、歌手、词曲作者 。

## 生平
王以太1995年6月8日出生于四川省成都市，从小喜欢音乐，并在钢琴等级中考到八级，小学时期开始接触说唱音乐，高中时期，宿舍里同学也会放说唱歌曲，有一次王以太在一次K歌中唱了Eminem的，他的同学们认为他有说唱的天赋，王以太遍开始尝试创作。2012年底用英文创作了自己的第一首歌，期间也加入了名为“JU POINT”的团体，也有两三场演出，后来成员们各有各的事业，团体自然就解散了。2013年9月，王以太赴美留学，学习音乐制作和录音工程，后来在加入了当地的说唱组合，同时吸收当地的音乐特色并做出自己的作品，2015年3月5日发行了自己的第一张Mixtape《Ready To Flow Mixtape》，被说唱会馆的Ty.相中加入说唱会馆，2016年辍学回国，正式加入说唱会馆。
2018年参加爱奇艺《中国新说唱》，在全国6进4的比赛中被淘汰。2019年1月，获得网易云音乐年度新人奖。同年参加爱奇艺《我是唱作人》。代表作为《目不转睛》、《时间是金》。2019年获华人歌曲音乐盛典年度最受欢迎说唱歌手奖。在2020年參加《我們的樂隊》。2022年参加爱奇艺《中国说唱巅峰对决》。
2024年，王以太原本计划于当年9月在臺灣举办演唱会，但因为在宣传文案中使用“中国台北”称呼台北，之后台湾方面取消其演唱会并拒绝了入境许可。

## 音乐作品

### Mixtape
- Ready To Flow Mixtape (2015)

- Feel & Sight (2018)

### 专辑
- 演.说.家 (2019)
- 幸存者的负罪感 (和艾热联合完成，2021)
- Love Me Later (2024)